# جشنواره فیلم دانگوگ
جشنواره فیلم دانگوگ (انگلیسی: Dungog Film Festival) یک رویداد سالانه بود که در شهر دانگوگ منطقه هانتر برگزار می‌گردید. جشنواره فیلم دانگوگ یک سازمان هنری غیرانتفاعی بود که به تجلیل و ترویج سینمای استرالیا اختصاص داشت. این جشنواره فضل و کمال صنعت فیلم و تلویزیون استرالیا را از طریق طیفی از ابتکارات ارائه کرده بود. مقداری از عایدات جشنواره صرف حفظ و نگهداری سالن سینمای جیمز گردید. هدف جشنواره، حمایت از صنعت فیلم و تلویزیون استرالیا در یک فضای غیررقابتی بود که تنها محتوای صنعت نمایش استرالیا را به نمایش گذاشته بود.